# Napaien
Napaien oder Napaiai, in älterer deutscher Fachliteratur auch Napäen (altgriechisch Ναπαῖαι Napaíai, lateinisch Napaeae, von νάπη nápē, deutsch ‚Tal‘) sind in der griechischen Mythologie Nymphen, die in Tälern leben. Sie werden zu den Bergnymphen (Oreaden) gezählt. Verwandt mit ihnen sind die Auloniaden.

## Beschreibung
Im Hauptwerk des französischen Altertumsforschers Antoine Banier mit dem Titel La mythologie et les fables expliquées par l’histoire (8 Bde., Paris 1738–1740) werden im achten Kapitel des 4. Bands Des Nymphes, Dryades, Hamadryades, Napées, Oreades, etc. die Napaien unter Verweis auf Vergil so beschrieben:

„[…] den Namen der Napäen führten diejenigen, welche den Gebüschen vorstunden; […]“

Der deutsche Dichter und Philosoph Karl Wilhelm Ramler beschrieb in seinem 1790 verfassten Werk Kurzgefasste Mythologie oder Lehre von den fabelhaften Göttern und Halbgöttern und Helden des Alterthums die Napaien wie folgt:

„Die bekanntesten unter den Nymphen sind die Najaden, Oreaden, Napäen, Hamadreaden. 1. Najaden, […] 2. Oreaden, […] 3. Napäen, Nymphen der Thäler und zugleich der Blumen, Kräuter und Sträuche. Auch diese verwechselt man zuweilen mit den Najaden, weil die Quellen in die Thäler fließen. Sie kommen selten bei den Dichtern vor.“